# Cystodytes luteus
Cystodytes luteus är en sjöpungsart som beskrevs av Monniot 1988. Cystodytes luteus ingår i släktet Cystodytes och familjen Polycitoridae. Inga underarter finns listade i Catalogue of Life.